# Manakin casse-noisette
Manacus manacus
Espèce
Synonymes
- Pipra manacus Linnaeus, 1766 (protonyme)

Répartition géographique
Statut de conservation UICN

 LC  : Préoccupation mineure
Le Manakin casse-noisette (Manacus manacus) est une espèce d'oiseaux de la famille des Pipridae, native d'Amérique du Sud.

## Description

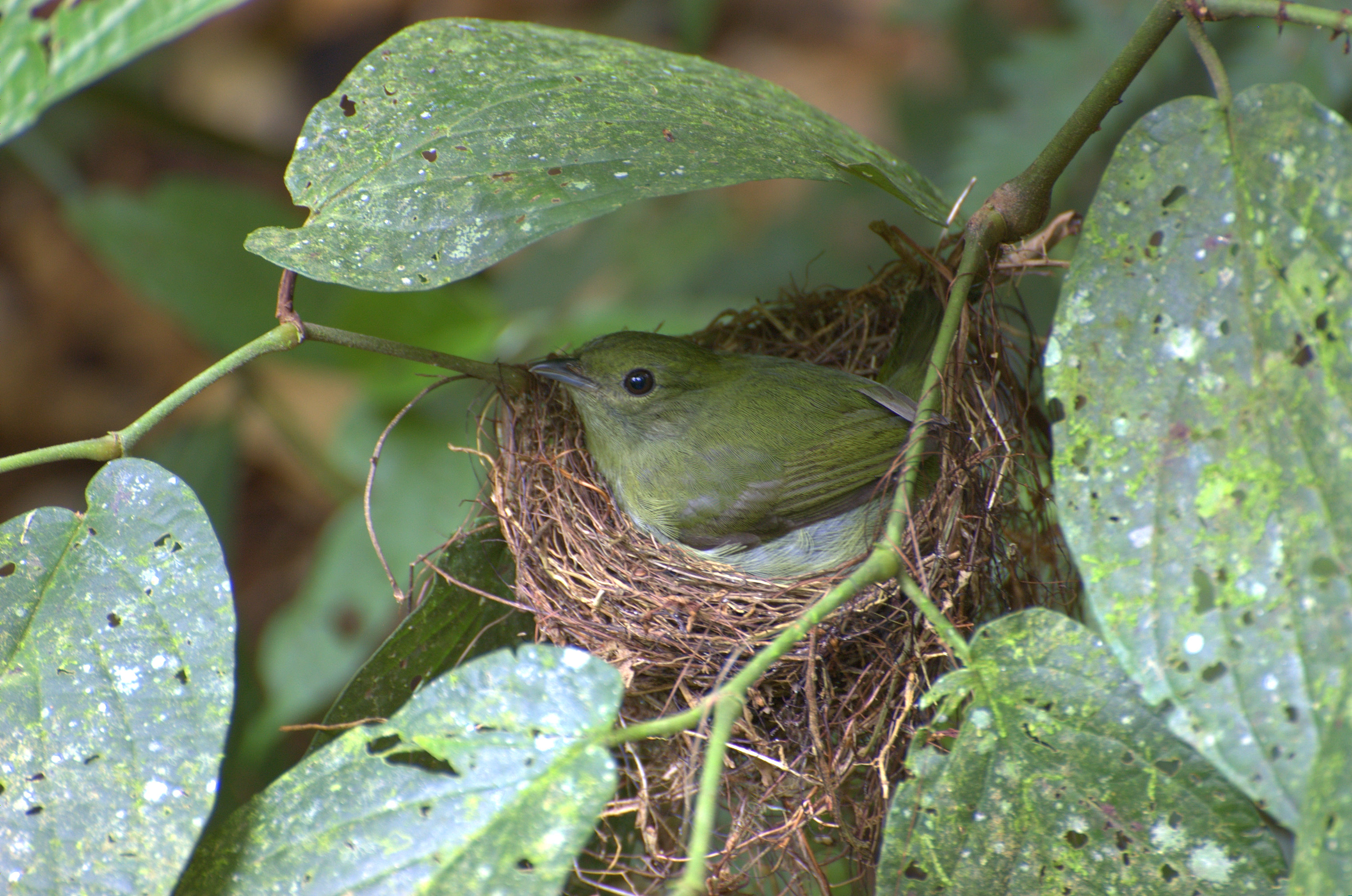
Une femelle

## Répartition et sous-espèces
Selon la classification de référence du Congrès ornithologique international (15.1, 2025) il se répartit en quinze sous-espèces (ordre phylogénique) :
- M. m. abditivus Bangs, 1899 — nord de la Colombie ;
- M. m. flaveolus Cassin, 1852 — amont du río Magdalena tête et poitrine jaune pâle ;
- M. m. bangsi Chapman, 1914 — sud-ouest de la Colombie et nord-ouest de l'Équateur ;
- M. m. interior Chapman, 1914 — nord-ouest de l'Amazonie ;
- M. m. trinitatis (Hartert, 1912) — Trinité ;
- M. m. umbrosus Friedmann, 1944 — sud du Venezuela ;
- M. m. manacus (Linnaeus, 1766) — du sud du Venezuela au Maranhão ;
- M. m. leucochlamys Chapman, 1914 — nord-ouest de l'Équateur ;
- M. m. maximus Chapman, 1924 — sud-ouest de l'Équateur ;
- M. m. expectatus Gyldenstolpe, 1941 — nord-est du Pérou et ouest du Brésil ;
- M. m. longibarbatus Zimmer, 1936 — interfluve des rios Xingu et Tocantins ;
- M. m. purissimus Todd, 1928 — à l'est du rio Tocantins ;
- M. m. gutturosus (Desmarest, 1806) — forêt atlantique ;
- M. m. purus Bangs, 1899 — interflive des rios Madeira et Tapajós ;
- M. m. subpurus Cherrie & Reichenberger, 1923 — sud-est de l'Amazonie.